# Pfarrkirche Dorfstetten

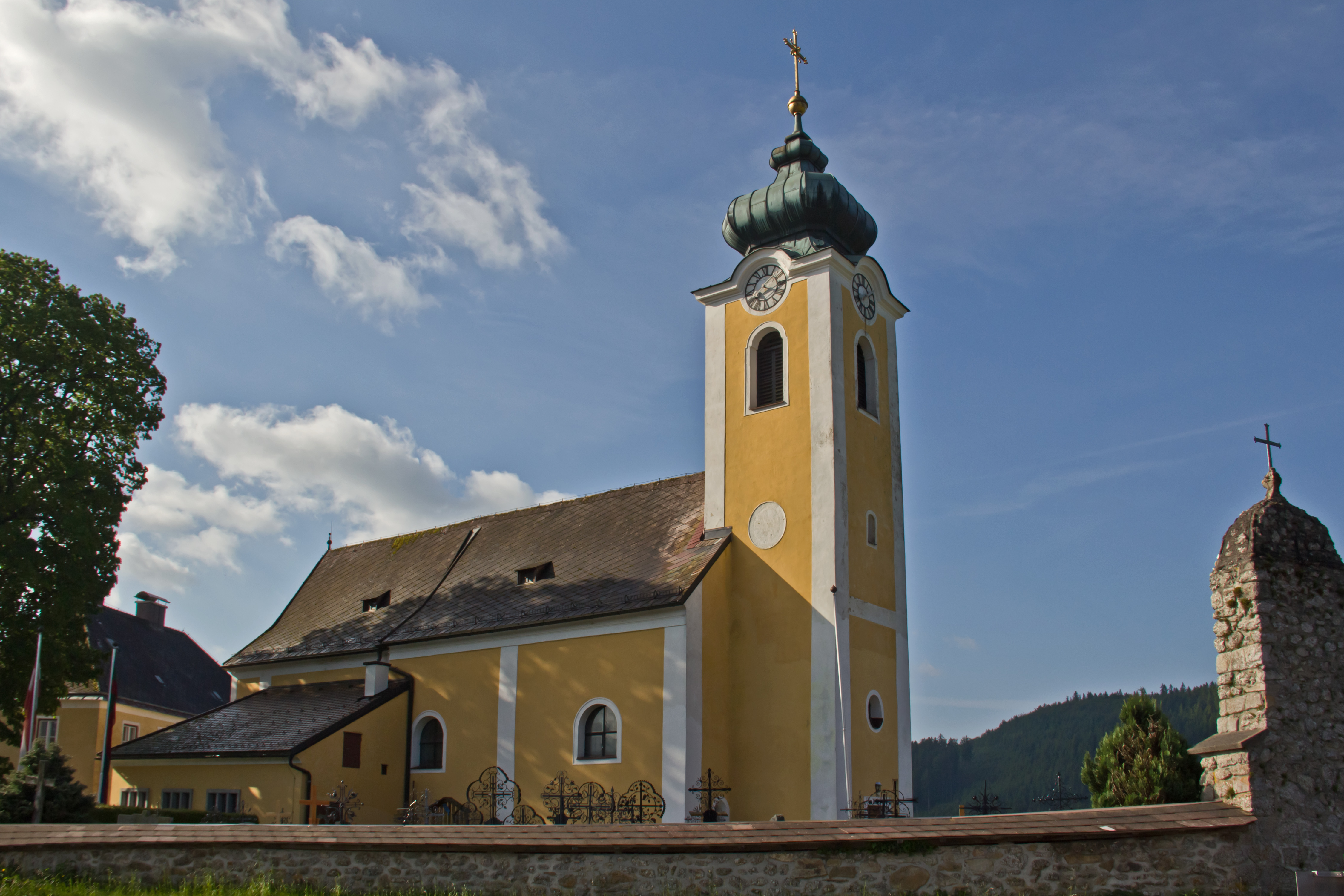
Katholische Pfarrkirche hl. Ulrich in Dorfstetten

Die Pfarrkirche Dorfstetten steht etwas erhöht am südwestlichen Dorfrand in der Ortschaft Forstamt in der Gemeinde Dorfstetten im Bezirk Melk in Niederösterreich. Die dem heiligen Ulrich von Augsburg geweihte römisch-katholische Pfarrkirche gehört zum Dekanat Maria Taferl in der Diözese St. Pölten. Die Kirche und der Friedhof stehen unter Denkmalschutz (Listeneintrag).

## Geschichte
Anfänglich 1364 Vikariat der Pfarrkirche St. Oswald urkundlich 1429 Filialpfarre und ab 1681 selbständige Pfarre.
Die schlichte gotische Kirche wurde barockisiert. 1739 war ein Brand. Die Kirche wurde um 1900 renoviert. 1975/1976 erfolgte eine Innenrestaurierung.

## Architektur
Die Kirche ist von einem Friedhof umgeben.
Kirchenäußeres
Das schlichte Langhaus und der Chor unter einem gemeinsamen Satteldach mit einer Lisenengliederung der Fassade aus dem 18. Jahrhundert entstand unter Verwendung der Mauern des gotischen Vorgängerbaus. Am Chorschluss zeigen sich zwischen abgetreppten Strebepfeilern Maßwerkfenster. Der dreigeschoßige vorgestellte Westturm um 1765 hat rundbogige Schallfenster und Uhrengiebel und trägt einen Zwiebelhelm. Der südliche Portalvorbau hat eine Fassade um 1900. Der südliche Choranbau entstand 1899/1900. Nördlich des Chores steht eine Aufbahrungshalle aus 1900, welche 1964/1965 verändert wurde.
Kircheninneres
Das dreijochige Langhausinnere wurde nach 1739 mit Stichkappentonnen über Gurtbögen auf flache Pilaster mit Kämpfergesimsen gewölbt. Die Westempore ist tief. Der eingezogene Triumphbogen wurde 1900 rundbogig erweitert. Der zweijochige Chor mit einem Fünfachtelschluss aus dem 14. Jahrhundert erhielt in der zweiten Hälfte des 15. Jahrhunderts ein Sternrippengewölbe ohne Konsolen auslaufend. Der Chor hat freie Konsolsteine an den Wänden. In der Nordwand des Chores gibt es zwei rundbogige Durchbrüche zum dreijochigen Kapellenanbau aus 1964/1965. Südlich des Chores gibt es eine kreuzgratgewölbte quadratischen Eingangshalle als ehemalige gotische Sakristei aus dem 14. Jahrhundert. In der Nordwand des Chores gibt es eine kleine Sakramentsnische in Steinrahmung mit einem giebelartigen Aufbau und einem Rosengitter. Das Sakristeiportal in der Südwand entstand um 1900.
Die Glasmalerei der Firma Penner und Schürer aus 1900 zeigt im Chor Johannes Nepomuk und Leopold und im Langhaus ornamentale Fenster aus 1898 und 1899. Die Deckenmalerei in der Sakristei schuf der Maler V. Sedlacek 1900.

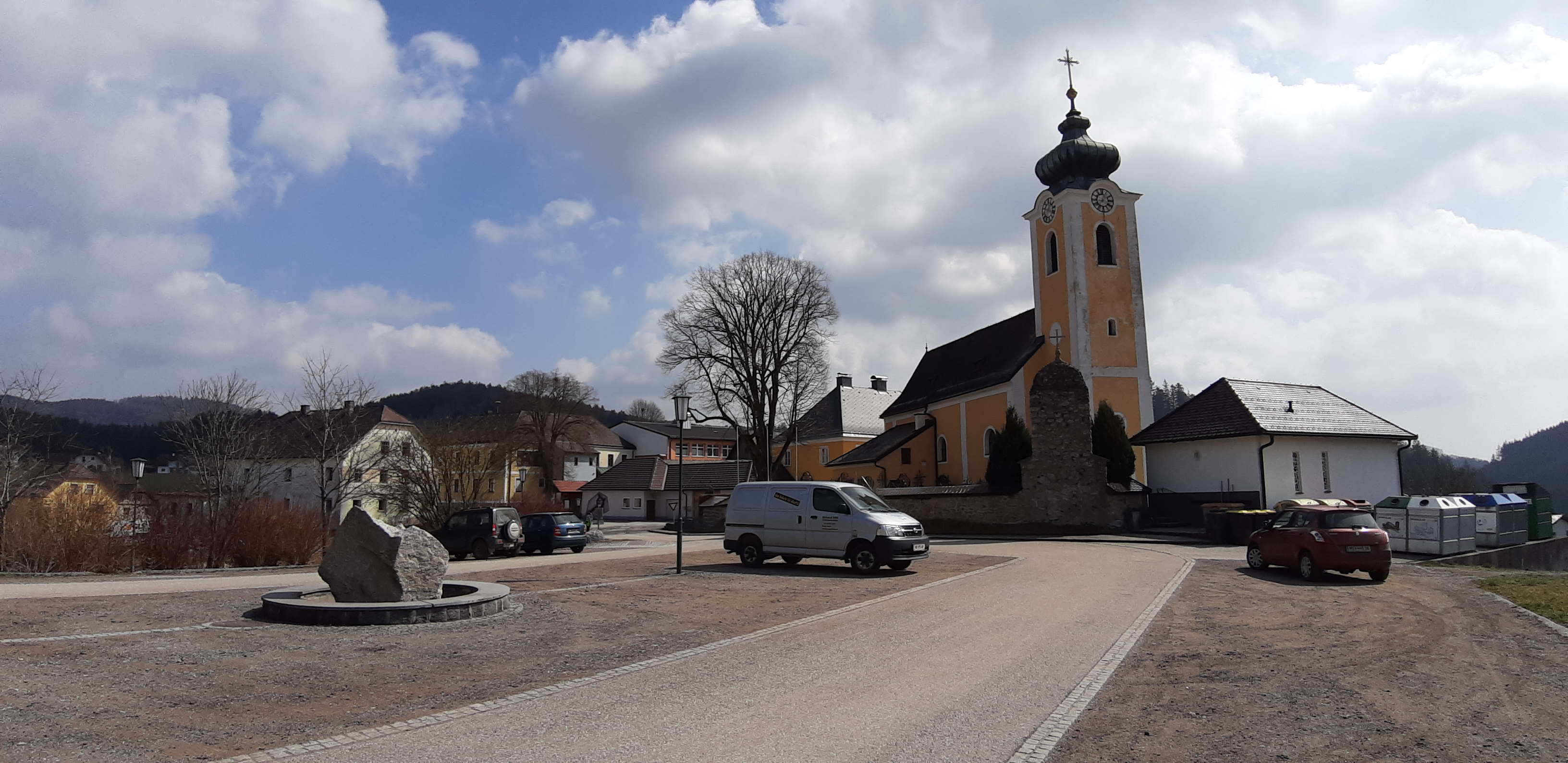
Pfarrkirche Dorfstetten mit Friedhofsparkplatz

## Ausstattung
Den Hochaltar mit einem neugotischen Aufbau schuf Ignaz Leinmüller und wurde 1901 geweiht. Zwei neugotische Seitenaltäre der Firma Plakolb und Hochmuth wurden 1904 geweiht.
Die Skulptur Dreifaltigkeit über dem Triumphbogen entstand um 1700 und wurde aus der aufgelassenen Bründlkapelle hierher übertragen.
Die Orgel baute Josef Loyp 1862. Eine Glocke nennt Silvius Creuz 1740.